# Philippe Isard
Pour les articles homonymes, voir Isard (homonymie).
Philippe Isard est un écrivain et un scénariste français, auteur de roman policier.

## Biographie
Ancien policier de la brigade de protection des mineurs et de la brigade mondaine, il publie deux romans policiers dans la collection Série noire, Dialogues de morts et Le Chenil des flics perdus. Il devient scénariste pour plusieurs épisodes de séries télévisées dont Commissaire Moulin, Les Bœuf-Carottes, Vérité Oblige, Flics, Boulevard du Palais et pour le cinéma, Pourvu que ça dure, l'Âme-Sœur, Ao, le dernier Néandertal, Une nuit, 96 heures.

## Œuvre

### Romans
- Dialogues de morts, Gallimard La Noire (1995), réédition Série noire no 2475 (1997)
- Le Chenil des flics perdus, Série noire no 2476 (1997)
- Fractal, néo polar, roman, Amazon (2024)

### Nouvelles
- Mise à Feu. Chap. # 12 : Fin de Race, dans le recueil Noces d'or, Gallimard Série noire[2] (1995)
- Tuer pour dormir, dans Caïn no 20 (janvier 1997), La Loupiote
- La Toile du Matelas, nouvelle parue dans Libération (1998) et éditée par le California State University

## Filmographie

### À la télévision
- 1992 : Momo,  téléfilm français réalisé par Jean-Louis Bertuccelli
- 1997 : Émotions fortes, épisode de la série télévisée Les Bœuf-carottes réalisé par Pierre Lary
- 1998 : Haute voltige, épisode de la série télévisée Les Bœuf-carottes réalisé par Claude-Michel Rome
- 1999 : Soupçons, épisode de la série télévisée Les Bœuf-carottes réalisé par Josée Dayan
- 1999 : Rendez-vous avec la mort, épisode de la collection Vertige réalisé par Christian François
- 2002 : Belle de nuit, épisode de la série télévisée Vérité oblige réalisé par Stéphane Kappes
- 2002 - 2003 : La Belle du scorpion, 5 épisodes de la série télévisée 72 heures réalisés par Éric Woreth
- 2005 : Meurtre à la carte, épisode de la série télévisée Femmes de loi réalisé par Gérard Cuq
- 2005 : Le Pire des cauchemars, épisode de la série télévisée Commissaire Moulin réalisé par Hervé Renoh
- 2005 : Je te vengerai mon fils, épisode de la série télévisée Sous le soleil réalisé par Frédéric Demont
- 2006 : La Promesse, épisode de la série télévisée Commissaire Moulin réalisé par Éric Summer
- 2006 : Violences conjugales, épisode de la série télévisée Une femme d'honneur réalisé par Michaël Perrotta
- 2008  - 2011 : 5 épisodes de la série télévisée Flics
- 2009 : Un crime ordinaire, épisode de la série télévisée Boulevard du Palais réalisé par Thierry Petit
- 2014 : Le Port de l'oubli, téléfilm français réalisé par Bruno Gantillon
- 2017 : Les Crimes silencieux, téléfilm français réalisé par Frédéric Berthe

### Au cinéma
- 1996 : Pourvu que ça dure, film français réalisé par Michel Thibaud
- 1999 : L'Âme-sœur, film français réalisé par Jean-Marie Bigard
- 2010 : Ao, le dernier Néandertal, film français réalisé par Jacques Malaterre
- 2012 : Une nuit, film français réalisé par Philippe Lefebvre - Prix Jacques-Deray du film policier français 2013
- 2014 : 96 heures, film français réalisé par Frédéric Schœndœrffer